# Valérie Groß
Valérie Groß (auch Valerie Gross) ist eine deutsche Managerin der Tonträgerunternehmen und Produzentin von klassischer Musik. Sie produzierte Aufnahmen u. a. mit Cecilia Bartoli, Plácido Domingo, Jonas Kaufmann, Lang Lang und Anna Netrebko. 2006 erhielt sie als erste deutsche Produzentin einen Grammy in der Kategorie Best Opera Recording.

## Karriere
Valérie Groß begann ihre Karriere 2001 als Produktmanagerin und Produzentin bei der Deutschen Grammophon. Sie arbeitete ab 2007 als Vizepräsidentin im Bereich Artists and Repertoire (A&R) bei Decca Records in London und ab 2009 bei Sony Classical International in Deutschland. 2017 wechselte sie wieder zur Deutschen Grammophon. Laut Klassik.com verantwortet sie dort in der Position als Direktorin für Vokal- und Opernproduktionen unter anderem die Begleitung von Künstlerkarrieren sowie den Aufbau junger Talente.